# Impermanent Resonance
Impermanent Resonance é o terceiro álbum solo e o quinto projeto solo do cantor canadense James LaBrie. Está previsto para ser lançado no dia 29 de Julho na Europa e 6 de Agosto na América do Norte. A capa do álbum e a data de lançamento foram revelados em 4 de Junho de 2003. O primeiro single, "Agony", foi lançado no dia 19 de Junho de 2013.

## Track list
1. "Agony"
2. "Undertow"
3. "Slight of Hand"
4. "Back On the Ground"
5. "I Got You"
6. "Holding On"
7. "Lost in the Fire"
8. "Letting Go"
9. "Destined to Burn"
10. "Say You're Still Mine"
11. "Amnesia"
12. "I Will Not Break"

## Produção

### Banda
- James LaBrie - vocal
- Matt Guillory - teclado, backingvocal
- Peter Wichers and Marco Sfogli - guitarras
- Ray Riendeau - baixo
- Peter Wildoer - bateria

### Mixagem e Arte
- Jens Bogren e Tony Lindgren - Mixagem
- Gustavo Sazes - Arte da Capa